# Un homme d'exception
Pour plus de détails, voir Fiche technique et Distribution.
Un homme d'exception (A Beautiful Mind) est un film américain réalisé par Ron Howard et sorti en 2001. Le film est une adaptation du livre Un cerveau d'exception, la biographie de John Forbes Nash Jr. écrite par Sylvia Nasar, ancienne journaliste économique pour le New York Times, et parue en 1999.
Le Mathématicien est incarné par Russell Crowe, entouré d'Ed Harris, Jennifer Connelly, Paul Bettany, Adam Goldberg, Judd Hirsch, Josh Lucas, Anthony Rapp et Christopher Plummer dans des rôles secondaires. L'histoire débute à l'époque où Nash était un brillant étudiant diplômé en mathématiques à l'université de Princeton, mais asocial. Après avoir accepté un travail secret en cryptographie, il devient victime d'une conspiration plus vaste et commence à remettre en question sa réalité.
Le film reçoit des critiques généralement positives et rapporte plus de 313 millions de dollars dans le monde. Il remporte quatre Oscars : meilleur film, meilleure actrice dans un second rôle, meilleur réalisateur et meilleur scénario adapté. Il avait également été nommé pour les catégories meilleur acteur, meilleur montage, meilleur maquillage et meilleure musique originale.

## Synopsis
En 1947, John Forbes Nash Jr. est un brillant élève, qui élabore sa théorie économique des jeux à l'université de Princeton. Au début des années 1950, à la suite de ses travaux et de son enseignement au Massachusetts Institute of Technology, William Parcher, agent fédéral américain, se présente à lui pour lui proposer d'aider secrètement les États-Unis. La mission de John consiste à décrypter dans la presse les messages secrets d'espions russes, censés préparer un attentat nucléaire sur le territoire américain.

## Fiche technique
Sauf indication contraire, les informations mentionnées dans cette section peuvent être confirmées par les bases de données cinématographiques IMDb et Allociné,  présentes dans la section « Liens externes ».
- Titre original :  A Beautiful Mind
- Titre français : Un homme d'exception
- Réalisation : Ron Howard
- Scénario : Akiva Goldsman, d'après le livre Un cerveau d'exception (A Beautiful Mind: The Life of Mathematical Genius and Nobel Laureate John Nash) de Sylvia Nasar
- Musique : James Horner
- Direction artistique : Robert Guerra
- Décors : Wynn Thomas
- Costumes : Rita Ryack
- Photographie : Roger Deakins
- Son : Allan Byer, Anthony J. Ciccolini III, Chris Jenkins, Frank A. Montaño
- Montage : Daniel P. Hanley et Mike Hill
- Production : Brian Grazer et Ron Howard
  - Production déléguée : Todd Hallowell et Karen Kehela Sherwood
  - Production associée : Kathleen McGill, Aldric La'auli Porter et Louisa Velis
  - Coproduction : Maureen Peyrot
- Sociétés de production : Dreamworks Pictures, Imagine Entertainment et Universal Pictures
- Sociétés de distribution : Universal Pictures (États-Unis, Québec), United International Pictures (France, Suisse romande)
- Budget : 58 millions USD[1],[2]
- Pays de production :  États-Unis
- Langue originale : anglais
- Format : couleur (DeLuxe) — 35 mm — 1,85:1 — son DTS / Dolby Digital / SDDS
- Genre : drame biographique
- Durée : 135 minutes
- Dates de sortie[3] :
  - États-Unis : 21 décembre 2001 (sortie limitée) ; 4 janvier 2002 (sortie nationale) ; 5 octobre 2012 (Festival international du film des Hamptons)
  - Québec : 4 janvier 2002[4]
  - France : 13 février 2002 (sortie nationale)[5] ; septembre 2005 (Festival du cinéma américain de Deauville)
  - Belgique : 13 février 2002[6]
  - Suisse romande : 20 février 2002[7]
- Classification[8] :
  - États-Unis : accord parental recommandé, film déconseillé aux moins de 13 ans (PG-13 - Parents Strongly Cautioned)[N 1]
  - France : tous publics[9]
  - Belgique : tous publics (Alle Leeftijden)[6]
  - Suisse romande : interdit aux moins de 12 ans[10]
  - Québec : 13 ans et plus (13+ / 13 years and over)[4]

## Distribution
- Russell Crowe (VF : Emmanuel Jacomy) : John Forbes Nash Jr.
- Ed Harris (VF : Patrick Floersheim) : William Parcher
- Jennifer Connelly (VF : Véronique Desmadryl) : Alicia Nash (en)
- Paul Bettany (VF : Jérôme Pauwels) : Charles Herman
- Adam Goldberg (VF : Vincent Ropion) : Richard Sol
- Judd Hirsch (VF : Jean-Pierre Moulin) : Helinger
- Josh Lucas (VF : Lionel Tua) : Martin Hansen
- Christopher Plummer (VF : Bernard Dhéran) : le docteur Rosen
- Roy Thinnes (VF : Philippe Catoire) : le gouverneur
- Jason Gray-Stanford (VF : Laurent Morteau) : Ainsley Neilson

## Production
Le tournage a lieu à Manhattan (Manhattan College), dans le Bronx (Bronx Community College, université Fordham), à Yonkers ainsi que dans le New Jersey (Bayonne, Princeton, Jersey City, Newark, Belleville, East Orange, université Fairleigh-Dickinson à Madison).

## Récompenses
- Oscars 2002 :
  - Oscar du meilleur film
  - Oscar de la meilleure actrice dans un second rôle pour Jennifer Connelly
  - Oscar du meilleur réalisateur pour Ron Howard
  - Oscar du meilleur scénario adapté pour Akiva Goldsman

## Analyse

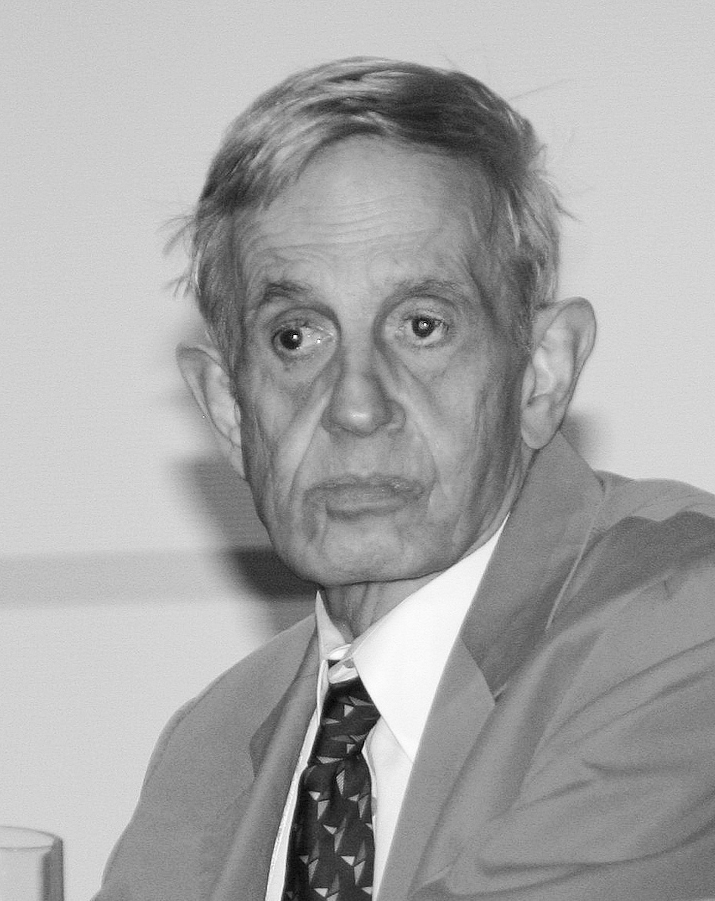
John Nash en 2006.

Cette description des événements les plus tragiques de la vie de John Nash souffre de quelques inexactitudes et oublis, parmi lesquels la réinvention du jeu Hex, joué sur le carrelage hexagonal des salles de bains de Princeton (les scènes se référant à la réinvention de Hex ont été tournées, mais furent coupées au montage afin de maintenir un certain rythme scénaristique).
La version française comporte également quelques erreurs de traduction, probablement dues à l'absence de mathématiciens parmi les traducteurs. Ainsi, « … are covering spaces » est par exemple traduit par « … recouvrent les espaces » au lieu de « … sont des revêtements ». De même, le nom du grand mathématicien allemand Riemann est prononcé Raïmane au lieu de Rimane.
Le documentaire sur PBS A Brilliant Madness, présentation et transcription en ligne sur PBS, tente d'être plus précis. Des personnages imaginaires (un agent des services secrets, un ami rencontré à l'université et la nièce de 11 ans ans de cet ami) ont été inventés pour le cinéma, afin d'illustrer les délires schizophrènes du personnage.

## Éditions en vidéo
En France, le film Un homme d'exception est sorti plusieurs fois en DVD :
- le 24 septembre 2002 DVD édition collector[14]
- le 1er mars 2005 DVD édition simple[15]
- le 1er août 2006 DVD édition collector[16]
- le 3 août 2006 DVD édition simple[17]
- le 13 mai 2008 DVD édition simple[18].

Par la suite, le film est ressorti en Blu-ray le 9 mai 2012 et en VOD le 15 octobre 2017.